# Mfenesini
Mfenesini è una circoscrizione rurale (rural ward) della Tanzania situata nel distretto di Magharibi, regione di Zanzibar Urbana-Ovest. Conta una popolazione di 2 803 abitanti (censimento 2012).